# El camino de los ingleses (película)
El camino de los ingleses es una película de 2006 dirigida por Antonio Banderas, y basada en la novela homónima de Antonio Soler.

## Argumento
Miguelito Dávila (Alberto Amarilla) es un joven al que una enfermedad renal ha llevado a pasar una temporada en el hospital. Allí ha conocido a un hombre culto interesado en la poesía, el cual le ha iniciado en este mundo y le ha demostrado que puede imaginar una vida interior mejor y optar por ella con este género, y ha utilizado la Divina Comedia de Dante Alighieri como punto de partida.
Miguelito sueña con poder dejar su trabajo en una pequeña ferretería, dedicarse a la poesía y llegar a convertirse en un poeta. En el verano en el que transcurre la historia encuentra a Luli (María Ruiz), a la que tomará como musa (al igual que hiciera el poeta Dante con su amada Beatriz Portinari) y comienza un idilio con ella. Será el mismo verano en el que, junto a sus amigos, un grupo cerrado compuesto por Babirusa (Raúl Arévalo), Paco Frontón (Félix Gómez) y Moratalla (Mario Casas), emprenda una andadura que va a resultar crucial en sus vidas.
Miguelito va a conocer también a una profesora (Victoria Abril) con la que inicia una relación paralela, al tiempo que Luli es asediada por Cardona (Antonio Garrido), un hombre seductor y mayor que ella. Uno de los amigos de Cardona, El Enano Martínez (Antonio Zafra), le ayuda a establecer contacto con Luli y comenzar a conocerla. Cardona, cuando de modo aparentemente desinteresado le promete ayuda en sus estudios de baile, se convierte para la chica en su posibilidad de escapar de la realidad gris que la rodea.
Cuando Cardona descubra que Miguelito es infiel a Luli, verá abierto un camino para aproximarse a ella, el mismo camino que acabará alejando a Miguelito de su sueño con ayuda de sus secuaces Rafi (Ronky Rodríguez) y el Enano Martínez.

## Sobre la producción
Tras el poco éxito alcanzado por su ópera prima, Locos en Alabama (1999), Antonio Banderas decidió situar su película siguiente en terreno conocido. El guion es de su amigo de infancia Antonio Soler, que adaptó su novela homónima, y la acción se desarrolla en la ciudad natal de ambos, Málaga. La película es una coproducción hispano-británica en la que interviene Green Moon Producciones, productora de Antonio Banderas.
Para componer el reparto, destaca la apuesta de Banderas por jóvenes promesas entonces desconocidos como Mario Casas, Raúl Arévalo, Marta Nieto o Fran Perea, entre otros, que despuntaron en el cine español tras su trabajo en esta película.

## Reparto
| Intérprete                          | Personaje                  |
| ----------------------------------- | -------------------------- |
| Alberto Amarilla                    | Miguelito                  |
| María Ruiz                          | Luli                       |
| Félix Gómez                         | Paco                       |
| Raúl Arévalo                        | Babirusa                   |
| Fran Perea                          | El Garganta                |
| Marta Nieto                         | La Cuerpo                  |
| Mario Casas                         | Moratalla                  |
| Antonio Garrido                     | Cardona                    |
| Berta de la Dehesa                  | La Gorda de la Cala        |
| Victor Perez                        | González Cortés            |
| Cuca Escribano                      | Fina                       |
| Lucio Romero                        | Abuelo                     |
| Romay Rodríguez                     | Rafi                       |
| Pepa Aniorte                        | Fonseca                    |
| Juan Diego                          | Don Alfredo                |
| Victoria Abril                      | Srta. del Casco Cartaginés |
| Pepa Acosta                         | Encarnita                  |
| Miguel Guardiola                    | Manuel                     |
| Helen Rasmussen                     | Rubia                      |
| Stephen Porter                      | Hombre Peep-show           |
| Antonio Zafra                       | Enano Martínez             |
| Sole Palmero                        | Adoración                  |
| Monti Cruz                          | Picadi                     |
| Tony Zenet                          | Amigo Picardi              |
| Alberto González                    | Ventura Díaz               |
| Juan Carlos Montilla                | Jeremias                   |
| María Ventura                       | Belita                     |
| Hugo Ouxe                           | Michael                    |
| Victoria Mora                       | Mujer Don Alfredo          |
| Paula Meliveo                       | Amiga de Luli              |
| Concha Galán                        | Madame                     |
| Mara Guil                           | Remedios                   |
| Meike Schonnutte                    | Maestra de baile           |
| Alberto Díaz                        | Morales                    |
| Pepe Salas                          | Anciano curioso 1          |
| Pepe González                       | Anciano curioso 2          |
| Fernando Jiménez                    | Camarero Pelea             |
| Juanma Lara                         | Amigo Don Alfredo          |
| Rosa Moreno                         | Madre Miguelito            |
| Antonio Meliveo                     | Padre Miguelito            |
| Antonio Salazar                     | Concejal Reunión           |
| Pedro Fernán                        | Encargado Billares         |
| Ann Lorca                           | Madre Babirusa             |
| Laura Río                           |                            |
| Miguel Ángel Rodríguez 'El Sevilla' | Rafi                       |
| Luis Centeno                        | Constructor Reunión        |
| Íñigo García                        | Comisario                  |
| Manolo Medina                       | Transcûnte pelea           |
| Alonso Bernal                       | Tercer socio               |

## Premios
- Label Europa Cinemas de la sección Panorama de la Berlinale en 2006.[2]